# Кубок УРСР з футболу 1937
Кубок УРСР з футболу 1937 — перший кубковий турнір між командами УРСР, що проходив з 24 квітня по 18 травня 1937 року. У турнірі взяло участь 39 найсильніших команд УРСР, переможцем стало київське «Динамо».

## Матчі турніру

### Попередній раунд
- «Динамо» (Чернігів) — Комуна імені Балицького (Прилуки) 3:1
- «Динамо» (Кривий Ріг) — «Локомотив» (Ясинувата) -:+[1]
- «Вимпел» (Київ) — «Зеніт» (Київ) 2:3
- «Спартак» (Вінниця) — «Динамо» (Могилів-Подільський) 3:0
- «Локомотив» (Дніпропетровськ) — «Сталь» (завод ім. Лібкнехта) (Дніпропетровськ) 3:1
- «Сталінець» (Харків) — Канатний завод ім. Петровського (Харків) 4:1
- «Локомотив» (Харків) — «Здоров'я» (Харків) 2:3

### 1/16 фіналу
- «Динамо» (Чернігів) — «Сільмаш» (Харків) 1:4
- «Завод ім. Орджонікідзе» (Краматорськ) — «Зеніт» (Київ) 3:0
- «Суднобудівник» (Миколаїв) — «Здоров'я» (Харків) 3:0
- «Завод КінАп» (Одеса) — «Динамо» (Київ) 2:4
- «Завод ім. Ворошилова» (Ворошиловськ) — «Динамо» (Дніпропетровськ) 1:2
- «Трактор» (Харків) — «Локомотив» (Одеса) 9:1
- «Зеніт» (Сталіно) — «Спартак» (Харків) 1:2
- «Стахановець» Кадіївка — «Локомотив» (Ясинувата) 3:1
- «Локомотив» (Запоріжжя) — «Завод ім. Комінтерна» (Харків) 5:2
- «Динамо» (Одеса) — «Крила Рад» (Запоріжжя) 4:1
- «Спартак» (Вінниця) — «Стахановець» (Сталіно) 0:3
- «Сталь» (Дніпропетровськ) — «Локомотив» (Київ) 3:2
- «Дзержинець» (Ворошиловград) — УБЧА (Київ) 3:1
- «Локомотив» (Дніпропетровськ) — «Динамо» Харків 1:3
- «Сталь» (Дніпродзержинськ) — «Завод ім. Фрунзе» (Костянтинівка) 2:1
- «Сталінець» (Харків) — «Спартак» (Київ) 1:3

### 1/8 фіналу
- «Суднобудівник» (Миколаїв) — «Динамо» (Київ) 3:4
- «Сільмаш» (Харків) — «Завод ім. Орджонікідзе» (Краматорськ) 1:2
- «Динамо» (Дніпропетровськ) — «Трактор» (Харків) 3:2
- «Спартак» (Харків) — «Стахановець» Кадіївка 4:0
- «Локомотив» (Запоріжжя) — «Динамо» (Одеса) 0:4
- «Стахановець» (Сталіно) — «Дзержинець» (Ворошиловград) 2:1
- «Динамо» Харків — «Сталь» (Дніпродзержинськ) 4:1
- «Сталь» (Дніпродзержинськ) — «Спартак» (Київ) 3:6

### 1/4 фіналу
- «Динамо» Харків — «Спартак» (Київ) 3:1
- «Завод ім. Орджонікідзе» (Краматорськ) — «Динамо» (Київ) 0:1
- «Динамо» (Дніпропетровськ) — «Спартак» (Харків) 4:2
- «Динамо» (Одеса) — «Стахановець» (Сталіно) 3:1

### 1/2 фіналу
- «Динамо» (Одеса) — «Динамо» Харків 2:0
- «Динамо» (Київ) — «Динамо» (Дніпропетровськ) 8:0

### Фінал
| 18 травня 1937 |

| «Динамо» (Київ)                                                    | 4:2 (0:1, 2:1, 2:0) | «Динамо» (Одеса)                                   |
| ------------------------------------------------------------------ | ------------------- | -------------------------------------------------- |
| Макар Гончаренко 53' Віктор Шиловський 70' Микола Махиня 94', 103' |                     | Олексій Клименко 35' (аг) Леонід Орєхов 61' (пен.) |

| Київський стадіон «Динамо» ім. Балицького (Київ) Глядачів: 40000 Арбітр: Л. Йоселевич (Харків) |

| «Динамо» (Київ)     |                     |
|                     |                     |
| ВР                  | Микола Трусевич     |
| ЗХ                  | Василь Правовєров   |
| ЗХ                  | Олексій Клименко    |
| ПЗ                  | Федір Тютчев        |
| ПЗ                  | Йосип Ліфшиць       |
| ПЗ                  | Іван Кузьменко      |
| НП                  | Макар Гончаренко    |
| НП                  | Віктор Шиловський   |
| НП                  | Костянтин Щегоцький |
| НП                  | Павло Комаров       |
| НП                  | Микола Махиня       |
| Тренер:             |                     |
| Мойсей Товаровський |                     |

| «Динамо» (Одеса) |                       |                  |
|                  |                       |                  |
| ВР               | Олександр Михальченко |                  |
| ЗХ               | Михайло Волін         |                  |
| ЗХ               | Микола Табачковський  | RK               |
| ЗХ               | Микола Хижников       | RK               |
| ПЗ               | Михайло Хейсон        |                  |
| ПЗ               | Володимир Токар       |                  |
| НП               | Петро Калашников      |                  |
| НП               | Михайло Малхасов      |                  |
| НП               | Леонід Орєхов         |                  |
| НП               | Іван Борисевич        | RK               |
| НП               | Юзеф Сосицький        |                  |
| Заміна:          |                       |                  |
| НП               | Марк Гичкін           | Вийшов на заміну |
| Тренер:          |                       |                  |
| Герман Бланк     |                       |                  |

| Володар Кубка УРСР 1937 |
| ----------------------- |
| «Динамо» (Київ) Вперше  |